# Hrvatska kruna
Hrvatska kruna je bio hrvatski tjednik iz Zadra. List nije bio redovita ritma izlaženja. Nekih je godina bio neredovit, pa tjednik, dvotjednik, neko vrijeme i dnevni list, pa trodnevnik, dvodnevnik i tako naizmjence. 
Izlazio je od 1892. do 1920. godine. U tom je razdoblju bilo glavno pravaško glasilo u Dalmaciji. U početku je izlazio kao prilog povremenika Hrvatska: Bogu i Hrvatskoj.
Urednikom joj je od početka bio Ivo Prodan te neko vrijeme Mile P. Vladović. List je u impresumu imao da je "časopis za hrvatska prava", a 1899. – 1906. da su novine Čiste stranke prava.
Kad su se pravaši u sjevernim hrvatskim zemljama podijelili na milinovce i frankovce, list Hrvatska kruna i njen urednik Prodan su se svrstali na milinovačku stranu.
U Hrvatskoj su kruni članke objavili Ivo Prodan, Natko Nodilo i drugi.